# Babiec-Więczanki
Babiec-Więczanki (prononciation : [ˈbabjɛt͡s vjɛnˈt͡ʂanki]) est un village polonais de la gmina de Rościszewo dans le powiat de Sierpc de la voïvodie de Mazovie dans le centre-est de la Pologne.

## Histoire
De 1975 à 1998, le village appartenait administrativement à la voïvodie de Płock.

Depuis 1999, il appartient administrativement à la voïvodie de Mazovie